# Rajab
Rajab (in arabo رجب‎?) è il nome arabo del settimo mese del calendario islamico lunare, così definito già in età pre-islamica.
Nel corso del mese di Rajab, dalla forte valenza sacrale, aveva luogo il pellegrinaggio definito ʿUmra, che aveva al centro delle devozioni il santuario (bayt) della Mecca: la Kaʿba, allora ospitante l'idolo antropomorfico chiamato Hubal (probabilmente da Ha-Ba'l, 'il Dio') e una pluralità di altre divinità ivi graziosamente accolte per esaudire i desideri dei visitatori non meccani della città.
Le vittime sacrificali destinate a questi culti pagani erano per questo motivo chiamate rajabiyya (quelle di rajab). Esse - a causa del regolare riallineamento dell'anno lunare con l'anno solare (o tropico) che portava rajab a cadere all'incirca in primavera - erano essenzialmente costituite da agnelli e capretti da poco nati.
In età islamica la sacralità del mese s'è comunque conservata, non certo perché si sia conservato il culto politeistico di Hubal ma perché i musulmani credono che nel suo primo giorno Dio (Allah) esaudisca più facilmente le suppliche dei suoi fedeli e perché il giorno 27 si festeggia il miraj, l'ascensione che il profeta Maometto avrebbe fatto da vivo dal "Sacro Tempio" all'"ultimo Tempio" e perché nella notte si afferma sia avvenuta la conferma divina della missione profetica riservata a Maometto.